# Douglas Sharp
Douglas „Doug“ Sharp (* 27. November 1969 in Marion, Ohio) ist ein ehemaliger US-amerikanischer Bobfahrer.

## Leben
Douglas Sharp erhielt 1988 als Leichtathlet ein Stipendium an der Purdue University. Sein Versuch sich im Stabhochsprung für die Olympischen Sommerspiele 1988 in Seoul zu qualifizieren scheiterte jedoch. Sein Sportwissenschaftsstudium schloss er 1993 ab und besuchte fortan das Palmer College of Chiropractic, wo er 1997 promovierte.
Nach einer weiteren misslungenen Qualifikation für die Olympischen Sommerspiele 1996 in Atlanta und einer Verletzung, ermutigte ihn sein Trainer zum Bobsport zu wechseln. In seiner vierjährigen Karriere als Bobsportler stellten die Olympischen Winterspiele 2002 in Salt Lake City den Höhepunkt dar. Im Viererbob-Wettkampf gewann er als Anschieber von Brian Shimer die Bronzemedaille.
Während dieser Zeit diente Sharp in der United States Army.